# Темчук, Василий Иванович
Василий Иванович Темчук (1920—1943) — участник Великой Отечественной войны, орудийный номер расчёта 981-го зенитно-артиллерийского полка (9-я зенитно-артиллерийская дивизия, 40-я армия, 1-й Украинский фронт), ефрейтор. Герой Советского Союза (1943).

## Биография
Родился в 1920 году в деревне Дедово (по другим данным в хуторе Хатки) ныне Быховского района Могилёвской области (Беларусь) в семье крестьянина. Белорус.
Окончил неполную среднюю школу в городе Шахты (Ростовская область), работал шахтёром в Ворошиловградской (ныне Луганской) области.
Призван в армию в 1941 году, участник Великой Отечественной войны с июня 1941 года. На Воронежском фронте воевал в составе 981-го зенитного артиллерийского полка, участвовал в разгроме немцев под Курском и Белгородом. В ходе боев орудийный расчёт, в составе которого был Темчук, сбил два немецких самолёта.
В дальнейшем, освобождая от немцев Украину, 40-я армия после боёв за освобождение городов Пирятин, Яготин, Переяслав вечером 23 сентября 1943 года вышла к Днепру. Уже к утру 24 сентября бойцы 161-й и 337-й стрелковых дивизий, с ходу переправившиеся через Днепр, заняли населённые пункты Луковица и Великий Букрин (Мироновский район Киевской области, Украина), продвинувшись на 3-4 километра от места форсирования. Они создали так называемый Букринский плацдарм, на который было решено переправить зенитную артиллерию для защиты войск от атак вражеской авиации.
В ночь на 29 сентября на пароме, буксируемом катером, под огнём противника, 4-я батарея 981 зенитно-артиллерийского полка переправилась на правый берег Днепра. Бои на плацдарме приняли ожесточённый характер, некоторые населённые пункты по нескольку раз переходили из рук в руки. Части 40-й армии самоотверженно сдерживали натиск противника. На правый берег переправлялись всё новые подразделения, в том числе артиллерия и танки. Утром 12 октября началось решительное наступление с целью расширения захваченного плацдарма. 21 октября батарея передислоцировалась ближе к переднему краю и оборудовала огневые позиции на окраине села Ходоров (Мироновский район Киевской области).
На рассвете 22 октября на всю глубину наших боевых порядков обрушился огонь вражеской артиллерии и миномётов. В воздухе появился немецкий самолёт-корректировщик, а вскоре над позициями наших войск появилось 27 пикирующих бомбардировщиков Ю-87. Зенитчики, находясь под непрерывным артобстрелом, немедленно открыли по самолётам заградительный огонь. Однако, прорвавшись через огневую завесу, немецкие самолёты группами устремились на позиции наземной артиллерии, танковых частей и на позиции зенитчиков. Часть немецких самолётов, сбросив бомбы, покинула поле боя. Однако два «юнкерса» внезапно спикировали на артиллерийскую батарею. Одна из сброшенных ими бомб попала прямо в орудийный окоп пушки расчёта младшего сержанта А. В. Асманова. Все зенитчики, некоторые из которых были ранены или контужены, но до последнего момента стояли на своих местах и вели непрерывный огонь по самолетам, были убиты.
Похоронен Василий Темчук в братской могиле в селе Ходоров Мироновского района Киевской области (Украина).

## Награды

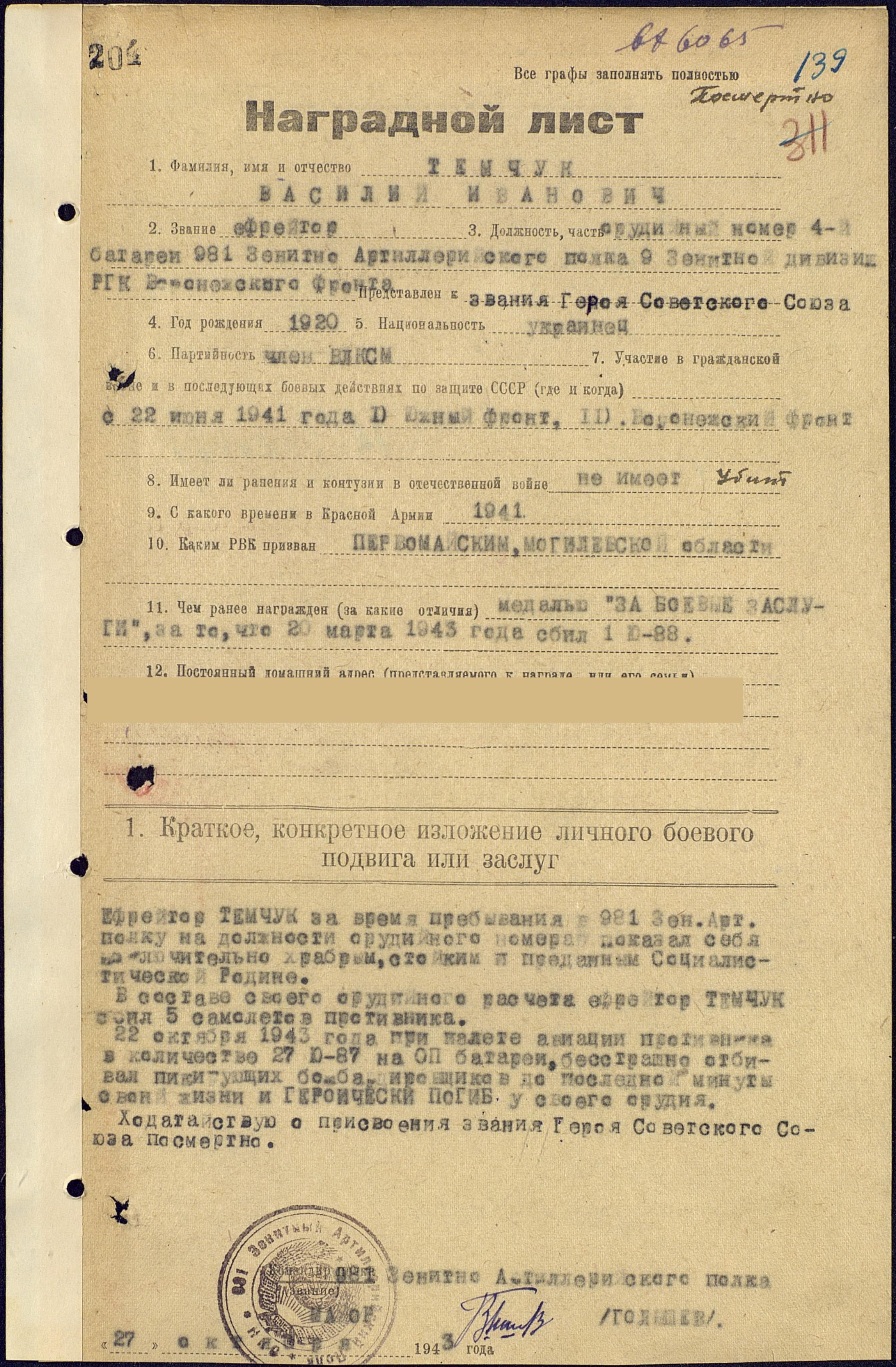
Наградной лист

- Указом Президиума Верховного Совета СССР от 24 декабря 1943 года за мужество и отвагу, проявленную в боях на правом берегу Днепра, все члены орудийного расчёта во главе с командиром орудия Асмановым, в том числе и ефрейтор Темчук Василий Иванович, были удостоены звания Героя Советского Союза (посмертно).
- Награждён орденом Ленина и медалью «За отвагу».

## Память
- В городе Быхов Могилёвской области его именем названа улица.
- На здании средней школы станции Тощица Быховского района и в селе Ходоров установлены мемориальные доски.